# Mispila albosignata
Mispila albosignata är en skalbaggsart som beskrevs av Stefan von Breuning 1940. Mispila albosignata ingår i släktet Mispila och familjen långhorningar. Inga underarter finns listade i Catalogue of Life.